# Honesdale
Honesdale é um distrito localizado no estado norte-americano de Pensilvânia, no Condado de Wayne.

## Demografia
Segundo o censo norte-americano de 2000, a sua população era de 4874 habitantes.
Em 2006, foi estimada uma população de 4806, um decréscimo de 68 (-1.4%).

## Geografia
De acordo com o United States Census Bureau tem uma área de
10,8 km², dos quais 10,7 km² cobertos por terra e 0,1 km² cobertos por água. Honesdale localiza-se a aproximadamente 365 m acima do nível do mar.

## Localidades na vizinhança
O diagrama seguinte representa as localidades num raio de 20 km ao redor de Honesdale.